# Gouverneur général des Fidji
Le gouverneur général des Fidji est un ancien poste de représentant du monarque des Fidji, depuis l'indépendance du pays en 1970 jusqu'au coup d'État militaire de 1987. Il est en quelque sorte le chef d'État de facto du pays, comme dans chacun des autres royaumes du Commonwealth. 
Les Fidji deviennent une colonie de l'Empire britannique en 1874 et un dominion indépendant au sein du Commonwealth des Nations en 1970. Élisabeth II reste chef d'État de jure du pays mais sans aucun pouvoir jusqu'en 1987, lorsqu'elle est déposée à la suite de deux coups d'État militaires. De 1874 à 1987, les fonctions du souverain sont exercées par le représentant du monarque, d'abord par un gouverneur jusqu'en 1970, puis par le gouverneur général. Le rôle de ce dernier était essentiellement cérémoniel et symbolique, comme dans les autres royaumes du Commonwealth, tels que l'Australie et la Nouvelle-Zélande. Le pouvoir exécutif réel est exercé par le Premier ministre des Fidji, choisi par la Chambre des représentants. Le gouverneur général est remplacé par un président après la proclamation de la république.

## Drapeau du gouverneur général

Drapeau du gouverneur général.

## Gouverneurs généraux des Fidji
| No | Portrait               | Titulaire                            | Début du mandat | Fin du mandat   | Monarque                    |
| -- | ---------------------- | ------------------------------------ | --------------- | --------------- | --------------------------- |
| 1  | Illustration manquante | Sir Robert Sidney Foster (1913-2005) | 10 octobre 1970 | 13 janvier 1973 | Élisabeth II (r. 1970-1987) |
| 2  | George Cakobau         | Ratu Sir George Cakobau (1912-1989)  | 13 janvier 1973 | 12 février 1983 | Élisabeth II (r. 1970-1987) |
| 3  | Penaia Ganilau         | Ratu Sir Penaia Ganilau (1918-1993)  | 12 février 1983 | 6 octobre 1987  | Élisabeth II (r. 1970-1987) |